# El Castillar (Mendavia)
El poblado protohistórico de El Castillar se encuentra situado en el cerro homónimo al N.E. de la localidad de Mendavia, en Navarra. Fue objeto de varias excavaciones arqueológicas durante los años 70 y 80, que sacaron a la luz una interesante secuencia cultural comprendida entre la Edad del Bronce y la Edad del Hierro.
Actualmente es parte de un proyecto arqueológico y de restauración multidisciplinar en desarrollo.  

El yacimiento se encuentra protegido por las leyes sobre el patrimonio arqueológico de Navarra: Orden Foral 62/1994, de 2 de marzo de 1994. BON de 28 de marzo de 1994.

## Cronología
Durante las primeras intervenciones arqueológicas de los años 70 se hallaron indicios culturales comprendidos entre la Edad del Bronce y la Primera Edad del Hierro.
En las últimas campañas se han obtenido dataciones de C14 del último nivel de ocupación del poblado que aportan unas dataciones absolutas de en torno a la segunda mitad del siglo VI a. C. La datación de niveles más antiguos del poblado se encuentran en proceso de estudio.

## Descripción del entorno del yacimiento
Desde su cima de más de 3000 m² superficie, se contempla una amplia panorámica de la zona. A pesar de no haberse encontrado restos de muralla en el poblado, los flancos S y E son muy abruptos, ofreciendo protección suficiente. En cuanto a los flancos nororientales, se han identificado fosos, posiblemente artificiales, que podrían constituir parte de las defensas del poblado.
A diferencia de la situación actual, la presencia de fuentes de agua era abundante, y por lo tanto la fauna y la flora también fueron muy diferentes a las actuales. La zona estaba rodeada de bosques de pinos, avellanos, acebos y almez, aunque en los niveles más recientes, comienza la deforestación de la zona en favor de campos de cultivo.
Además, también aprovechaban otros recursos que les ofrecía el entorno, como arcilla para la elaboración de cerámica o piedras procedentes de terrazas fluviales próximas para la construcción de viviendas.

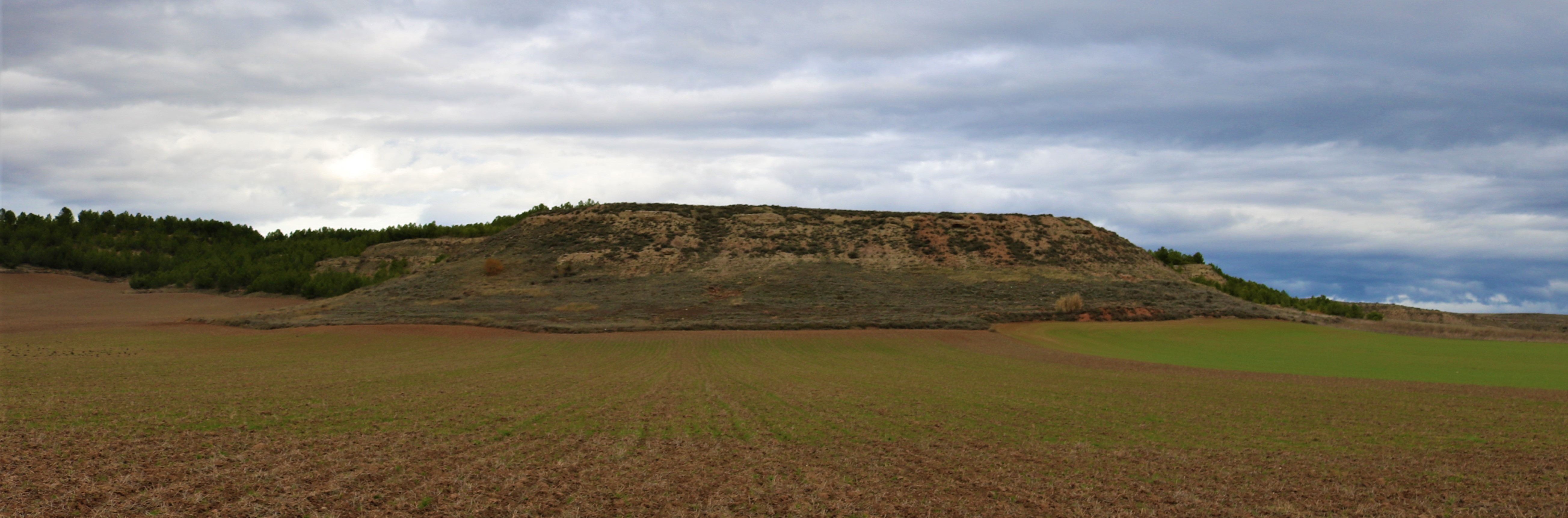
Vista del cerro sobre el que se sitúa el poblado de El Castillar

## El Poblado de El Castillar
El poblado presenta diversos niveles de ocupación, desde su fundación en la Edad del Bronce hasta su abandono en la Edad del Hierro. 
	El nivel de ocupación más estudiado es el último de la Edad del Hierro, siendo abandonado en la segunda mitad del siglo VI a. C. Este último poblado, estaba formado por viviendas adosadas unas a otras, construidas con cimientos de piedra y paredes de adobe con revestimientos de cal. Sus dimensiones aproximadas son de 27m2 en el sector Este y de unos 15m2 en el Oeste. En los revestimientos interiores de las viviendas aparecen restos de pigmentos de tonalidad naranja, roja y negra, aunque por el momento no se han encontrado patrones decorativos concretos. En el sector Este del poblado, se encontraron restos de al menos 4 hornos, posiblemente utilizados para la fabricación de cerámica. La escasa protección del yacimiento desde los años 80 hasta la reanudación de las labores arqueológicas en 2017, favoreció el colapso de dichos hornos ante su exposición a la intemperie y a los consecuentes factores de deterioro. En 2020 se realizó la reconstrucción de uno de ellos, en el lugar en el que se encontraba, y se plantea realizar más en futuras campañas. 
	Bajo este nivel de ocupación, se han encontrado restos de al menos otros cuatro niveles de viviendas, que parecen seguir una estructuración del espacio muy similar. Tanto los restos de cultura material como las estructuras constructivas presentan homogeneidad formal. 
	El primer nivel de ocupación, perteneciente según las dataciones relativas, al Bronce Final, se encuentra muy poco estudiado y por el momento no se han podido obtener dataciones absolutas relevantes.

## Investigaciones Arqueológicas
El poblado fue descubierto en los años 70 por los mendavieses Ángel Elvira y María Inés Sainz y en 1972 se realizó una primera campaña de excavación, dirigida por Rafael García Serrano. Se trató de un primer acercamiento al yacimiento, para determinar la potencia estratigráfica del mismo, por medio de una cata de prospección de 3,5 m. En 1977, Amparo Castiella comenzó una serie de campañas sistemáticas que duraron hasta 1982. En estas excavaciones se obtuvo el plano que conocemos hoy en día, tanto del sector S.E. como S.O., quedando sin excavar la zona central del cerro. Una vez finalizadas las excavaciones, en 1985 se consolidaron las estructuras de piedra encontradas. En el año 1991, se volvió a intervenir el yacimiento con el objetivo de profundizar en los niveles de la Edad del Bronce. 
En 2017, el Ayuntamiento de Mendavia comenzó un proyecto de restauración y de puesta en valor y divulgación de El Castillar el cual sigue desarrollándose hoy en día, bajo la dirección de un equipo multidisciplinar y con la ayuda de voluntarios, tanto nacionales como internacionales.